# Herniaria ericifolia
Herniaria ericifolia är en nejlikväxtart som beskrevs av C. C. Townsend. Herniaria ericifolia ingår i släktet knytlingar, och familjen nejlikväxter. Inga underarter finns listade i Catalogue of Life.